# 1993 aux échecs
Chronologie des échecs – Année 1993
| Années des échecs : 1990 - 1991 - 1992 - 1993 - 1994 - 1995 - 1996    |
| Décennies des échecs : 1960 - 1970 - 1980 - 1990 - 2000 - 2010 - 2020 |

## Événements majeurs
- Au championnat du monde 1993, Nigel Short l'emporte sur Jan Timman en finale des candidats et doit affronter Garry Kasparov pour le titre. Short et Kasparov se séparent de la FIDE et organisent un championnat du monde séparé à Londres sous les auspices de la Professional Chess Association. Kasparov l'emporte 12½-7½.
- La Fédération internationale des échecs exclut Kasparov et Short du cycle du championnat du monde et du classement Elo et organise un match entre Anatoli Karpov et Jan Timman pour le titre de champion du monde FIDE. Karpov l'emporte 12½-8½.
- Xie Jun conserve son titre de championne du monde face à Nana Ioseliani 8½-2½.
- le tournoi interzonal se tient à Bienne. Boris Guelfand est premier avec 9/13. Michael Adams, Gata Kamsky, Alexander Khalifman, Vladimir Kramnik, Joël Lautier, Valery Salov, Paul van der Sterren, Leonid Youdassine et Viswanathan Anand se qualifient pour les matchs des candidats.
- le tournoi qualificatif de la PCA est organisé à Groningue, il est remporté par Michael Adams et Viswanathan Anand. Les autres qualifiés sont Vladimir Kramnik, Gata Kamsky, Sergei Tiviakov, Boris Goulko and Oleg Romanishin.
- le Serbe Igor Miladinović est champion du monde junior.
- Mark Taimanov gagne le championnat du monde d'échecs senior à Bad Wildbad.
- Judit Polgar bat l'ancien champion du monde Boris Spassky en match à Budapest

## Tournois et opens
- Alexei Chirov remporte le tournoi de Munich avec 8/11 devant Boris Gelfand (7½).
- Alexander Beliavsky gagne le tournoi de Belgrade (7½/9), devant Vladimir Kramnik (6).
- Ivan Morovic est 1er à Las Palmas avec 6/9, devant Alexander Khalifman (5½/9).
- Karpov remporte le tournoi à élimination directe de Tilbourg, éliminant Vasily Ivanchuk en finale.
- Anatoli Karpov remporte le Tournoi de Wijk aan Zee.

### 1ertrimestre
- Kasparov remporte le tournoi de Linares avec 10/13 devant Karpov et Viswanathan Anand (8½), 11 des 14 meilleurs joueurs du monde sont présents.
- Judit Polgar et Evgeny Bareev remportent le tournoi d'Hastings 1992-1993

### 3etrimestre
- Karpov remporte le tournoi de Dortmund 5½/7 devant Vladimir Kramnik et Christopher Lutz (4)

## Championnats nationaux
- Argentine : Hugo Spangenberg remporte le championnat[1],[2]. Chez les femmes, Sandra Villegas s’impose.
- Autriche : Josef Klinger remporte le championnat[3]. Chez les femmes, pas de championnat[4].
- Belgique : Cools, Le Quang et Vanderwaeren remportent le championnat[5]. Chez les femmes, Greta Foulon s’impose[6].
- Brésil: Aron Corrêa remporte le championnat[7]. Chez les femmes, c’est Regina Lùcia Ribeiro qui s’impose.
- Canada : Pas de championnat[8]. Chez les femmes, pas de championnat[9].
- Chine :  Tong Yuanming remporte le championnat[10]. Chez les femmes, Peng Zhaoqin s’impose.
- Écosse : Paul Motwani et Colin McNab remportent le championnat [11].
- Espagne : Lluis Comas Fabregó remporte le championnat[12]. Chez les femmes, c’est Nieves Garcia qui s’impose[13].
- États-Unis : Alexander Shabalov, Alex Yermolinsky remportent le championnat[14]. Chez les femmes, Elena Donaldson et Irina Levitina s’imposent[15].
- Finlande: M.Manninen remporte le championnat[16].
- France : Bricard remporte le championnat [17]. Chez les femmes, Claire Gervais s’impose[18].
- Grèce : Spyrídon Skémbris[19],[20]
- Guatemala : Carlos Armando Juárez[21]
- Inde : Praveen Thipsay remporte le championnat[22].
- Iran : Hadi Momeni remporte le championnat[23].
- Kenya : Humphrey Andolo remporte le Championnat du Kenya d'échecs[24].
- Pays-Bas : Paul van der Sterren remporte le championnat [25]. Chez les femmes, c’est Iwona Bos-Swiecik qui s’impose.
- Pologne : Tomasz Markowski remporte le championnat[26].
- Royaume-Uni : Mickael Hennigan remporte le championnat[27], après départage.
- Russie : Alexei Bezgodov remporte le championnat[28].
- Suisse : Jean Luc Costa remporte le championnat [29]. Chez les dames, c’est Barbara Hund qui s’impose[30].
- Ukraine : Orest Grytsak remporte le championnat[31],[32]. Chez les femmes, Maria Dekusar s’impose[33].
- RF Yougoslavie : Miroljub Lazić remporte le championnat[34],[35]. Chez les femmes, Mirjana Marić s’impose.

## Divers
- Classement Elo au 1er janvier

| 1er | Garry Kasparov    | 2805 |
| 2e  | Anatoli Karpov    | 2725 |
| 3e  | Vasily Ivanchuk   | 2710 |
| 4e  | Viswanathan Anand | 2710 |
| 5e  | Boris Gelfand     | 2690 |
| 6e  | Vladimir Kramnik  | 2685 |
| 7e  | Alexeï Chirov     | 2670 |
| 8e  | Ievgueni Bareïev  | 2670 |
| 9e  | Kiril Georgiev    | 2660 |
| 10e | Valery Salov      | 2660 |

Chez les dames
| 1er | Judit Polgar | 2595 |
| 2e  | Susan Polgar | 2560 |
| 3e  | Pia Cramling | 2525 |

## Naissances
- 9 octobre : Wesley So

## Nécrologie
- En 1993 : Tüdeviin Üitümen, Wilfried Lange (en)
- 3 janvier : Vladimir Makogonov
- 14 janvier : Pepita Ferrer Lucas (en)
- 8 février : Børge Andersen (en)
- 13 février : G. H. Diggle (en)
- 14 février : Ludwig Rellstab
- 6 mars : Valentina Borissenko
- 8 mars : Johannes Türn (en)
- 17 mars : Reuben Fine
- 20 mai : Dragoljub Janošević
- 19 octobre : Radko Bobekov (en)
- 28 novembre : Rudolf Keller (en)
- 9 décembre : Alexandre Koblencs
- 25 décembre : Boris Kogan (en)
- 27 décembre : Feliks Kibbermann (en)